# Lys
 For alternative betydninger, se Lys (flertydig). (Se også artikler, som begynder med Lys)
Lys betegner sædvanligvis den del af det elektromagnetiske spektrum som er synligt for det menneskelige øje ved hjælp af synssansen, kaldet synligt lys. Det er normalt defineret som elektromagnetisk stråling med bølgelængder mellem 400 og 700 nanometer, det vil sige mellem det infrarøde og det ultraviolette.
Den væsentligste kilde til lys på Jorden er solen. Sollys tilvejebringer den energi som grønne planter anvender til at producere sukker, hvilket frigør energi for andre levende væsener, når de fordøjer dem. Historisk har en anden vigtig lyskilde for mennesker været ild, fra lejrbål til moderne petroleumslamper. Dette blev erstattet af den elektriske lampe, da elektriciteten blev almindelig udbredt.
Indenfor fysik betegner lys undertiden elektromagnetisk stråling af en hvilken som helst bølgelængde, hvad enten den er synlig eller ej. I denne betydning er gammastråler, røntgenstråler, mikrobølger og radiobølger også lys. Som alle typer lys udsendes og absorberes synligt lys som små "pakker" kaldet fotoner og udviser både bølge- og partikelegenskaber. Dette kaldes partikel-bølge-dualiteten. Studiet af lys, kendt som optik, er et vigtigt forskningsområde inden for fysik.

## Historie
Indtil langt ind i den moderne tid var det uklart, hvad lys faktisk er. Man troede delvist at lyset udfylder rummet uden tidsforsinkelse, og at man kigger på omgivelserne ved hjælp af "stråler", der udgår fra øjet. Der har dog allerede siden antikken været forestillinger om, at lyset blev udsendt fra lyskilden med en endelig hastighed.
Galileo Galilei forsøgte som en af de første seriøst at måle lysets udbredelseshastighed, men uden succes. Dette lykkedes først på basis af Ole Rømers observationer af Jupiters måne Io i 1676. Han beregnede, at lyset var omkring 11 minutter om at bevæge sig 1 astronomisk enhed (afstanden mellem jorden og solen), hvilket nu vides at være 8,3 minutter. Bestemmelsen af lysets hastighed blev i løbet af de næste 200 år mere og mere præcis ved hælp af mere raffinerede metoder, især af franskmændene Fizeau og Foucault.
Lysets natur forblev dog uforklaret. I slutningen af det 17. århundrede forsøgte Isaac Newton at forklare lysets udbredelse ud fra eksistensen af små partikler. Dette kunne forklare refleksion, men ikke visse andre optiske fænomener som diffraktion, der entydigt er et bølgefænomen. Samtidig grundlagde Christiaan Huygens og andre bølgeteorien for lys, der først efterhånden blev anerkendt efter Thomas Youngs dobbeltspalte-eksperimenter i begyndelsen af det 19. århundrede.
Michael Faraday beviste i 1846 som den første, at lys og magnetisme er to forbundne fysiske fænomener. Han offentliggjorde det, der i dag kaldes faradayeffekten, under titlen On the magnetization of light and the illumination of magnetic lines of force.
James Clerk Maxwell formulerede i 1864 inden for elektrodynamik de såkaldte Maxwell-ligninger, der stadig er gyldige i dag, og han forstod, at der måtte eksistere elektromagnetiske bølger. Da disse bølgers forudsagte udbredelseshastighed stemte overens med den allerede kendte lyshastighed, kunne han slutte, at lyset vel måtte være en elektromagnetisk bølge. Han formodede (som de fleste fysikere dengang), at denne bølge ikke kunne eksistere i det tomme rum, men behøvede et udbredelsesmedium. Dette medium, der måtte udfylde hele verdensrummet, blev betegnet som æter.
Efterhånden som man fik opbygget den elektromagnetiske lysteori lod det ved udgangen af det 19. århundrede til, at næsten alle spørgsmål angående lys var blevet besvaret. Ganske vist kunne man ikke eftervise den postulerede æter (se Michelson-Morley eksperimentet), hvilket i sidste ende åbnede døren for den specielle relativitetsteori. Desuden lod bl.a. den fotoelektriske effekt til at modsige lysets bølgenatur. Af den grund opstod en radikal ny måde at betragte lys på, der blev grundlagt af Max Planck og Albert Einstein ud fra teorien om at energien var kvantiseret. Central i denne teori er partikel-bølge-dualiteten, hvor lyset ikke længere beskrives som enten bølge eller partikel, men derimod som kvanteobjekt. Denne dualitet forener bølge- og partikelegenskaberne uden at være hverken det ene eller det andet. Deraf opstod i begyndelsen af det 20. århundrede kvantefysikken og senere kvanteelektrodynamikken, der i dag udgør vores forståelse af lysets natur.

## Lysets egenskaber
De primære egenskaber ved synligt lys er intensitet, udbredelsesretning, frekvens eller bølgelængde og polarisering.
Lys har såvel bølgeegenskaber som partikelegenskaber. Bølgeegenskaberne viser sig bl.a. i situationer hvor lyset afbøjes, f.eks. i et optisk gitter. Afbøjningen i et gitter beskrives bedst ved at tænke på lys som bølger, der kan interferere. Partikelegenskaberne viser sig bl.a. i situationer hvor lys absorberes eller emitteres, f.eks. ved vekselvirkning med et atom, et molekyle eller et faststof. Vekselvirkninger mellem lys og stof beskrives bedst ved at tænke på lys som partikler, såkaldte fotoner.

### Hastighed
Elektromagnetisk stråling, og dermed også synlig lys, udbreder sig med en endelig hastighed. Alle iagttagere i jævn indbyrdes bevægelse vil ifølge den specielle relativitetsteori måle den samme hastighed, der i vakuum er 299.792.458 meter per sekund.
I 1676 opdagede Ole Rømer, at lyset "tøvede" ved observationer over en lang periode af Jupiter og dens måne Io. Franskmanden Fizeau (1819 – 1896) udførte som en af de første en måling af lysets hastighed i 1849. Han tog en kraftig og meget smal lysstråle, som sendtes ind mellem to tænder på et tandhjul og reflekteredes fra et spejl næsten 9 km væk. Spejlet anbragtes således, at lysstrålen reflekteredes præcist tilbage modsat sin oprindelige retning og ramte mellem de samme to tænder på tandhjulet. Efterfølgende bragtes tandhjulet til at rotere. Da strålen med jævne mellemrum blev afbrudt af hjulets tænder, blev lyset sendt af sted i korte glimt. Et ekstra halvgennemsigtigt spejl muliggjorde at se de tilbagekastede lysglimt. På et tidspunkt roterede tandhjulet så hurtigt, at hvert lysglimt ikke nåede at komme tilbage til samme hul i tandhjulet, men bremsedes af den efterfølgende tand, så der ikke længere kunne ses tilbagekastet lys mellem tænderne. Ud fra tandhjulets omdrejningsfrekvens og antallet af tænder samt lysets tilbagelagte afstand kunne lysets hastighed bestemmes. Vi ved dog nu, at den afveg cirka 5 procent fra den faktiske værdi, og allerede i 1728 havde James Bradley bestemt lysets hastighed med 1 procents nøjagtighed ved hjælp af aberrationen af lyset fra stjernerne. Lysets hastighed blev dog bestemt nøjagtigere året efter i 1850 af Léon Foucault efter en lignende metode.

### Brydning
Studiet af lysets opførsel under forskellige omstændigheder benævnes optik. Når lys f.eks. passerer gennemsigtige medier som luft, vand eller glas, vil lysets hastighed være mindre end i vakuum, svarende til en mindre bølgelængde. Som konsekvens heraf vil lyset brydes, dvs. ændre retning. Brydningsindekset er et mål for stoffets evne til at bryde lyset. Per definition er brydningsindekset forholdet mellem lysets hastighed i vakuum og lysets hastighed i mediet.
| Medium      | Brydningsindeks | Lyshastighed i km/s                 |
| Vakuum      | 1,00000         | 299792,458 - international standard |
| Luft        | 1,00029         | 299703                              |
| Vand        | 1,33            | 225408                              |
| Vinduesglas | 1,50            | 199862                              |

## Lys som sanseindtryk
Det lys, der falder ind i det menneskelige øje, rammer først hornhinden, fortsætter gennem pupillen, afbøjes af linsen og projiceres gennem glaslegemet på nethinden, hvor der opstår et virkeligt billede, der står på hovedet. Dette svarer til, hvad der sker i et kamera. På nethinden bliver de lysfølsomme sanseceller (stave og tappe) stimuleret til at udsende et elektrisk signal, der går gennem synsnerven til hjernen, hvor opfattelsen finder sted.
Den spektrale sammensætning af lyset opfattes som farve. Hvis man opsplitter det hvide lys gennem et prisme, så ses de forskellige bølgelængder som regnbuens farver.
Bølgelængden af synligt lys ligger i intervallet fra ca. 380 nm til ca. 740 nm. Hvis lyset splittes op i smalle frekvens-bånd (bølgelængdeintervaller), vil de af ikke-farveblinde mennesker blive opfattet som farver spændende fra rød (omkring 740 nm) til violet (omkring 380 nm). De mellemliggende bølgelængder ses som orange, gul, grøn, blå og indigo.
Mere kortbølget stråling kaldes ultraviolet lys eller UV, og mere langbølget stråling kaldes infrarødt lys eller IR. I huden findes receptorer, der kan registrere infrarød stråling og videregive dette som en følelse af varme. I huden findes endvidere pigment som aktiveres, når huden udsættes for ultraviolet lys. Nogle dyr, f.eks. bier, kan se ultraviolet lys, mens andre dyr, f.eks. klapperslanger, kan se infrarødt lys.
| Farve  | Bølgelængde i nm | Frekvens i THz |
| ------ | ---------------- | -------------- |
| rød    | 625-740          | 480-405        |
| orange | 590-625          | 510-480        |
| gul    | 565-590          | 530-510        |
| grøn   | 520-565          | 580-530        |
| cyan   | 500-520          | 600-580        |
| blå    | 450-500          | 670-600        |
| indigo | 430-450          | 700-670        |
| violet | 380-430          | 790-700        |

## Lyskilder
Der findes mange kilder til lys. De mest almindelige lyskilder er termiske: et legeme med en given temperatur udsender et karakteristisk spektrum af sortlegeme-stråling. En simpel termisk kilde er sollys, strålingen fra solens kromosfære ved omkring 6000 kelvin (5730 °C) topper i den synlige del af det elektromagnetiske spektrum.
 og groft regnet 44% af sollyset, der når jorden er synligt. Et andet eksempel er glødelamper, der udsender cirka 3-6% af deres energi som synligt lys og resten som infrarød. Tidligere i historien var en almindelig termisk lyskilde flammerne fra glødende faste partikler (f.eks. brænde eller stearinlys), men de udsender også det meste af deres energi som infrarød stråling og kun en smule i det synlige spektrum. For relativt kolde legemer som mennesker topper sortlegeme-spektret i dyb infrarød ved en bølgelængde på omkring 10 mikrometer. Ved højere temperaturer topper spektret ved kortere bølgelængder, først rød, så hvid og til slut en blåhvid farve, inden toppen bevæger sig ud af den synlige del af spektret og ind i den ultraviolette del. Disse farver kan ses, når metal opvarmes til rødglødende eller hvidglødende. Blåhvid termisk emission ses ikke ofte, bortset fra i stjerner. Den ofte sete renblå farve i flammen af gas eller i en svejseflamme skyldes en molekylær emission og ses ikke i stjerner.
Atomer emitterer og absorberer lys med en karakteristisk energi. Dette skaber "emissionslinjer" i hvert atoms spektrum. Emissionen kan være spontan som i lysdioder, polarlys, gasudladningslamper (neonlamper og neonskilte, kviksølvlamper osv.) og flammer (lys fra selve den varme gas, f.eks. udsender natrium i en gasflamme et karakteristisk gult lys). Emissionen kan også være stimuleret som i en laser eller en maser.
Acceleration af frie ladede partikler (f.eks. elektroner) kan frembringe synligt lys, f.eks bremsestråling. Partikler, der bevæger sig gennem et medium hurtigere end lystes hastighed i det medium (er ikke endeligt bekræftet) kan frembringe synlig tjerenkovstråling.
Visse kemiske reaktioner skaber synligt lys. I levende organismer kaldes dette for bioluminescens, f.eks hos ildfluer. Visse stoffer frembringer lys, når de er udsat for mere energirig stråling ved en proces kendt som fluorescens. Nogle stoffer udsender lys efter excitation med mere energirig stråling. Dette er kendt som fosforescens. Fosforescerende materialer kan også exciteres ved at bombardere dem med subatomare partikler. Denne mekanisme anvendes i fjernsyn og computerskærme med katodestrålerør.

## Måling af lys
Nogle relevante størrelser for studiet af lysfænomener:
- Lysstyrke (SI-enhed: candela)
- Belysning (SI-enhed: lux)
- Lysstrøm (SI-enhed: lumen)
- Farvetemperatur